# عبد الله مال الله (لاعب كرة قدم مواليد 1983)
عبد الله مال الله (مواليد 5 يوليو 1983) لاعب كرة قدم إماراتي يجيد اللعب في الوسط.
لعب سابقاً مع أندية الإمارات والعين والوصل والفجيرة وعجمان والتعاون.